# ArgoUML
ArgoUML是一个用于绘制UML图的应用软件，它用Java构造，并遵守开源的BSD协议。因为它本身由Java构建的缘故，所以ArgoUML能运行在任何支持Java的平台上。
2003年，ArgoUML获得了《软件开发杂志》的设计和分析工具类别的年度读者选择奖（annual Readers' Choice Award）。
ArgoUML没有完全实现UML标准，同时它对某些图还不能完全支持（如时序图）。  当前的稳定版0.24版式对0.22的一个bug修复版，它一共修正了0.22版本的172个bug。
ArgoUML的开发因为人力缺乏而受到影响。『回退（Undo）』功能早在2003年就已经提出，而迄今未实现。

## 发布版
已发布的稳定版本：
- 第一次发布：1998年4月
- 0.7.0（1999年4月）
- 0.8.1a（2000年10月）
- 0.10.1（2002年7月）
- 0.12（2002年10月）
- 0.14（2003年8月）
- 0.16.1（2004年8月）
- 0.18.1（2005年4月）
- 0.20（2006年2月）
- 0.22（2006年8月）
- 0.24（2007年2月）
- 0.26（2008年9月）
- 0.26.2（2008年11月）
- 0.28（2009年3月）
- 0.28.1（2009年8月）
- 0.30（当前版本）

## 特点
从v0.20版本开始的新特点：
- Critics browser improvements
- 选中状态下显示文字编辑框，如『联系（Associations）』等
- 在图中支持数据类型（DataTypes），构造型（Stereotypes）和枚举（Enumerations）
- Clear grid selection and snap
- 支持CallStates, ObjectFlowStates
- 允许在不选择类（Class，亦称『型别』）的情况下绘制状态图（Statechart）
- UML 1.4——对UML1.4的扩展特性支持增强
- 兼容AndroMDA
- 质量——数百个bug得到修正
- 当前多数功能支持元素多选
- 支持从浏览树到图的拖拽操作，拖拽操作也适用于在浏览树内操作。

其他特点：
- UML1.4的全部9种图都得到支持
- 紧密支持UML标准
- 平台无关性——使用Java1.5+
- 无需下载安装，支持JWS，从浏览器启动运行。
- 标准的UML1.4元模型（metamodel）
- 支持XMI.
- 可以多种格式导出UML图：GIF，PNG，PS，EPS，PGML以及SVG
- 支持10种语言：英语，英语（EN-GB），德语，西班牙语，意大利语，俄语，法语，挪威语，葡萄牙语，汉语
- 图像编辑和缩放的高级功能
- Built-in design critics provide unobtrusive review of design and suggestions for improvements.
- 可扩展的模型接口
- 支持OCL
- 正向工程（支持生成C++ and C#, Java, PHP4, PHP5, Python, Ruby代码，Ada, Delphi和SQL也支持，但不成熟）
- 逆向工程（导入jar包）
- 认知支持（Cognitive support）
  - 动作反应（Reflection-in-action）
    - Design Critics.
    - 自动纠正（部分实现）
    - 待做（To Do）列表
    - 用户模型（部分实现）

  - 机会主义设计（Opportunistic design）
    - 待做（To Do）列表
    - 清单（Checklists）

  - 问题理解和解决（Comprehension and Problem Solving）
    - 浏览器视图预览（Explorer perspectives）
    - 多重、交迭的视图

## 弱点
- 无『回退』（undo）功能（或称『反悔』操作）
- 对序列图（Sequence diagrams）支持不好
- 不支持UML 2.x

## 其他
ArgoUML有一个商用衍生品Poseidon for UML。